# Fritz Paepcke
 (avril 2015).
Fritz Paepcke est un universitaire allemand né le 6 juin 1916 à Berlin et mort le 18 février 1990 à Budapest.
Romaniste, linguiste et traductologue, il est un spécialiste des questions de traduction (français-allemand).

## Biographie
Durant les années trente, il entreprend des études de langues et littératures romanes, de philologie latine et de philosophie à Berlin, notamment auprès de Ernst Gamillscheg (de) (1887-1971) et Gerhard Rohlfs (1892-1986), Leipzig et Munich. C’est dans cette ville qu’il fait la connaissance de Romano Guardini, lequel est sans doute à l’origine de son intérêt pour Blaise Pascal.
Il est incorporé en septembre 1939 et travaille comme interprète à Leipzig (1939-1941), puis à Paris (1942-44).
En 1946, il soutient à Munich une thèse sur La composition nominale en français auprès de Hans Rheinfelder (de) (1898-1971).
Il commence sa carrière d’enseignant en 1947 à Ratisbonne (Regensburg), puis devient en 1952 directeur du département de français de l’Institut für Übersetzen und Dolmetscher de Heidelberg. Il y agit pour le rapprochement franco-allemand : en 1957, il contribue au jumelage entre Heidelberg et Montpellier et co-fonde l’Institut français de Heidelberg.
Il refuse en 1963 de prendre la direction de l’Institut correspondant de Sarrebruck et refuse en 1966 une nomination à l'université de Gießen. Nommé professeur la même année, il restera à Heidelberg jusqu’à sa retraite en 1981, occupant sa propre chaire jusqu’en 1982/83.
Entre 1976 et 1986, il est vice-président de l’association des traducteurs allemands (BDÜ) et rédacteur de son Bulletin (Mitteilungsblatt), dans lequel il publiera un grand nombre d’études.
À travers ses séminaires de traduction de l’Université d'été de Heidelberg, il a également contribué à former un certain nombre de jeunes germanistes et futurs cadres français à la traductologie.
Une Festschrift [Mélanges] lui a été consacrée à l’occasion de son soixantième anniversaire (Imago Linguae, Wilhelm Fink Verlag, München 1977), et l’éditeur Günther Narr a publié dix ans plus tard un recueil de ses articles et études qui donne une idée de la diversité des sujets abordés. Les deux ouvrages contiennent une bibliographie de ses divers travaux.
Dans les dernières années de sa vie, il avait marqué un intérêt prononcé pour la Hongrie et sa langue et séjournait le plus souvent à Budapest, enseignant comme professeur invité au Eötvös Collegium. Il y décède le 18 février 1990.
Il est enterré au Bergfriedhof de Heidelberg.

## L’approche paepckéienne de la traduction
Les recherches de Fritz Paepcke sont profondément marquées par la philosophie herméneutique de Hans-Georg Gadamer (1900-2002), qui enseigne également à Heidelberg, influence qui a des conséquences majeures sur la direction de ses travaux. L’herméneutique est en effet par principe une approche qui privilégie le contenu (on comprend des contenus, non des formes), le texte mobilisant toujours « des ressources d’expérience et de savoir », ce qui explique que Paepcke se soit principalement intéressé aux questions posées par les textes de type réflexif, voire philosophique (Marcel Camus, Teilhard de Chardin), mais relativement peu à la littérature pour elle-même, qu’il lui arrive d’analyser (La Fontaine, René Char, Ionesco, Malraux) mais qu’il ne traduit pas.
Au plan méthodologique, il s’oppose, parfois de façon très tranchée, aux tendances représentées en Allemagne par la Übersetzungwissenschaft (Wilss (de), Koller (de)) et toutes les approches qui s’éloignent de la compréhension du sens comme expérience vécue, qu’il s’agisse de structuralisme ou de didactique. Il soutient en revanche que certains concepts de la pensée classique (grecque et latine) sont davantage à même d’éclairer la réflexion traductologique, position où l’on retrouve l’influence de Gadamer. De même lorsque, considérant que le langage est consubstantiel à une expérience de la réalité, il s’intéresse à travers l’analyse de textes de de Gaulle [5.], Pompidou [17.] ou Edgar Faure [24.] aux rapports entre langue et pouvoir.
Les traductions - assez peu nombreuses - qu’il a laissées confirment tout à fait cette démarche : les noms de Blaise Pascal, Paul Valéry, Raymond Aron sont synonymes de textes réflexifs, tandis que son ouvrage qui a rencontré le plus grand succès, une traduction d’André Maurois, n’est pas une œuvre de fiction mais, tout comme les textes de Valéry et Aron, une série de réflexions sur la France.
Le travail de Paepcke ne s’est jamais exprimé dans un grand ouvrage de synthèse, mais plutôt à travers un grand nombre d’études particulières qui touchent à de nombreux phénomènes textuels, outre les domaines déjà évoqués : le discours publicitaire, le texte liturgique, le langage administratif et juridique, les langues de spécialité, la terminologie et bien entendu la présentation herméneutique du traduire.
Ainsi, le seul ouvrage qui s’approche de la forme du livre est une publication qui oscille entre exposé théorique et manuel pratique, publiée en collaboration avec le germaniste français Philippe Forget [Textverstehen und Übersetzen – Ouvertures sur la traduction, Julius Groos, Heidelberg 1981]. On peut y percevoir des approches différentes sinon divergentes, son co-auteur représentant une génération beaucoup plus jeune et dont une partie des références (approche sémiotique, Barthes, Derrida) échappent largement à la pensée herméneutique de Paepcke, laquelle ne peut faire l'impasse sur des concepts opératoires comme le vouloir dire (das Gemeinte) ou la conscience (das Bewusstsein). La cohérence de l’ouvrage est préservée par le fait que, là encore, aucun texte ouvertement littéraire ou poétique n’est pris en compte.
L’apport le plus significatif de Paepcke est sans doute son travail de lexicographie contrastive, dans lequel il éclaire l’évolution sémantique et le sens pris dans la société politique industrialisée par des concepts-clé (Schlüsselbegriffe) comme « participation », « équipement », « adaptation », « développement », « évolution », « changement », « mutation », « ressources », ou encore la rationalisation de termes d’origine religieuse ou théologique comme « vocation » ou « gratuité », approches dans lesquelles il mobilise avec bonheur ses connaissances philosophiques et philologiques au service de l’historicité de la langue et donc de l'exactitude.

## Distinctions
En 1965, Fritz Paepcke est fait Chevalier dans l’Ordre des Palmes Académiques. En 1981, il reçoit la médaille Etvös Lorant de l’Université de Budapest, en 1983 la Grande Médaille Jan III Sobieski de Varsovie, en 1986 la Grande Plaquette des Arts et de la Science du Collegium Eötvös Jozsef de Budapest. En 1997 a été fondé à La Haye un Institut Fritz Paepcke (Institut de linguistique textuelle appliquée et de traduction).

## Œuvres
- Die französische Nominalkomposition. Ein Beitrag zur Ausdrucksweise der modernen Sprache, Thèse, 1946, non publiée.
- Wesen Methode und Technik des Übersetzens, Werkheft zur Vorlesung am Dolmetscher Institut der Universität Heidelberg, Heidelberg 1955.
- Der Atheismus in der Sicht von Albert Camus, 1958. Repris dans Wege der deutschen Camus-Rezeption, Herausgegeben von Heinz Robert Schlette, wissenschaftliche Buchgesellschaft, Darmstatdt 1975, p. 45-54.
- « Albert Camus und der Frieden », 1960. Repris dans Wege der deutschen Camus-Rezeption. Herausgegeben von Heinz Robert Schlette, wissenschaftliche Buchgesellschaft, Darmstatdt, 1975, p. 88-115.
- « Sprache als Zeremonie: Ideologie und Selbstverständnis in der politischen Rede von Charles de Gaulle », 1968. Repris dans Im Übersetzen leben, op. cit., p. 370-377.
- « Übersetzen als Dialog », Kontexte, vol. 5, Berlin, 1969, p. 99-107.
- « Die Sprache im Zusammenleben der Völker », Sprache – Brücke und Hindernis, R. Piper & Co. Verlag, Munich, 1972, p. 227-237.
- « Herrschaft durch Sprache », Benennen und bekennen (Tutzinger Texte Sonderband III), Claudius Verlag, Munich, 1972, p. 119-134.
- « Verstehen – entscheiden – übersetzen », Mitteilungsblatt für Dolmetscher und Übersetzer, 6/1974.
- André Maurois. Portrait de la France et des Français. Frankreich und die Franzosen, Langewiesche, 1955, 10e édition dtv zweisprachig, 1975.
- Blaise Pascal. Le Cœur et ses raisons, Choix, traduction et postface, Langewiesche-Brandt, 1959, puis dtv zweisprachig, 1974.
- Raymond Aron. Conservatrice ou révolutionnaire ? La France dans le monde actuel, Langewiesche-Brandt, 1960.
- Paul Valéry. Regards sur la France, Langewiesche-Brandt, 1966.
- « Verstehen und Übersetzen », Linguistica Antverpiensia, 2/1968, p. 329-351.
- « Frankreich und Deutschland in einer evolutiven Welt », Acta Teilhardiana, supplément I, Munich, 1969, p. 75-104.
- Der Gebrauchswert französischer Spitzenbegriffe in der rationalisierten Welt, Neusprachliche Mitteilungen aus Wissenschaft und Praxis, 4/1968, p. 218-230.
- « Blaise Pascal », Die Wahreit der Ketzer, édité par Hans-Jürgen Schultz, Stuttgart 1968, p. 128-137.
- « Georges Pompidou und die Sprache der Macht. Analyse eines Textes vom 10. November 1970 », Referate und Diskussionsbeiträge des 2. übersetzungswissenschaftlichen Kolloquiums am Institut für Übersetzen und Dolmetschen der Universität des Saarlandes, Julius Groos Verlag, Heidelberg, 1974, p. 82-106.
- « Ersatz emotionaler Bedürfnisse in Demagogie und Werbung », Die Verachtung des Gemüts, éd. Johannes Schlemmer, R. Piper & Co. Verlag, Munich, 1974, p. 127-141.
- « Gemeinsprache, Fachsprache und Übersetzen », CEBAL 3/1975, p. 27-58.
- « Freiheit durch Sprache », Reflexionen. Themen der Akademie, Tutzinger Texte 13, Claudius Verlag Munich, 1976, p. 67-89.
- « Werbetexte als Probleme der Sprachverwendung », Mitteilungsblatt für Dolmetscher und Übersetzer, 6/1976.
- « Übersetzen als Hermeneutik », Das Stefan George Seminar 1978 in Bingen am Rhein. Eine Dokumentation (Hrsg. Peter Lutz Lehmann / Robert Wolff), Bingen, 1979, p. 96-114.
- Mitteilungsgeschehen - Textverstehen - Übersetzen: Edgar Faure. La mort de Georges Pompidou. L'hommage du Parlement, 1979. Repris dans Im Übersetzen leben, op. cit., p. 395-409.
- « Concept et traduction », The mission of the translator today and tomorrow / La mission du traducteur aujourd’hui et demain, Actes du IXe congrès mondial de la Fédération internationale des traducteurs, Varsovie, 1981, p. 269-273.
- « Zum Problem von Sprache und Recht », Mitteilungsblatt für Dolmetscher und Übersetzer, 1/1980.
- Textverstehen und Übersetzen / Ouvertures sur la traduction (en collaboration avec Philippe Forget), Julius Groos Verlag, Heidelberg, 1981.
- Kategorien des geglückten Übersetzens, Veröffentlichungen der Katholischen Akademie Schwerte, Herausgegeben von Gerhard Krems, 1981 (35 pages).
- « Brauchbarkeit und Grenzen eines zweisprachigen Wörterbuchs. Bemerkungen zu Langenscheidts Grosswörterbuch französisch-Deutsch (1979) », Mitteilungsblatt für Dolmetscher und Übersetzer, 2/1982.
- « Übersetzen und Veständnis. Bemerkungen zu Werner Koller. Einführung in die Übersetzungswissenschaft, Heidelberg 1979 », Mitteilungsblatt für Dolmetscher und Übersetzer, 3/1981.
- « Rechtsprache und Exaktheit », Mitteilungsblatt für Dolmetscher und Übersetzer, 1/1983.
- « Wege und Wandelwege von Acte gratuit im Französischen », Festschrift für Johannes Hubschmid zum 65. Geburtstag. Beiträge zur allgemeinen, indogermanischen unrd romanischen Sprachwissenschaft (Hrsg. O. Winkelmann / M. Braisch), Francke Verlag, Berne/Munich, p. 779-822.
- « René Char – Sein zwischen Mensch und Mensch », PARK, Zeitschrift für neuere Literatur, Berlin, 1985, p. 6-27.